# Ashley Madekwe
Ashley Madekwe (Londres, 6 de dezembro de 1983) é uma atriz inglesa, mais conhecida por interpretar Ashley Davenport em Revenge e Tituba em Salem. Ela também é prima do ator britânico Archie Madekwe

## Biografia
Ashley nasceu em Londres, Inglaterra, filha de um pai nigeriano-suíço e uma mãe inglesa. Enquanto frequentava a escola, ela apareceu em inúmeras produções teatrais, incluindo de Henrique V como Princesa Katherine e de Wuthering Heights como Catherine Earnshaw. Tem um A-Level em Drama e um BTEC a partir da BRIT School, bem como um curso preparatório de um ano da LAMDA. Frequentou a Royal Academy of Dramatic Art, onde obteve um BA em atuação.

## Vida Pessoal
Em junho de 2012, casou-se com o namorado de longa data, o ator Iddo Goldberg. Eles trabalharam juntos em Secret Diary of a Call Girl e atualmente estão no elenco principal de Salem.

## Filmografia
| Ano       | Título                                | Personagem            | Nota                                                                                 |
| --------- | ------------------------------------- | --------------------- | ------------------------------------------------------------------------------------ |
| 2018      | The Umbrella Academy                  | Detetive Patch        | Série original Netflix                                                               |
| 2014–2017 | Salem                                 | Tituba                | 34 episódios                                                                         |
| 2011–2013 | Revenge                               | Ashley Davenport      | 43 episódios Elenco Principal, Temporadas 1 e 2 Convidada, Temporada 3               |
| 2011      | Victim                                | Tia                   |                                                                                      |
| 2011      | Bedlam                                | Molly Lucas           | Elenco Principal, Temporada 1                                                        |
| 2010      | Above Their Station                   | Kelly Eve             | Telefilme                                                                            |
| 2009      | The Beautiful Life                    | Marissa Delfina       | Episódios 1, 2, 3 e 5                                                                |
| 2009      | Coming Up                             | Shanna                | Temporada 7, Episódio 5                                                              |
| 2008–2010 | Secret Diary of a Call Girl           | Bambi                 | Temporada 2, Episódios 1, 2, 3, 4, 6 e 8 Temporada 3, Episódios 1, 2, 3, 4, 5, 7 e 8 |
| 2008      | Wallander                             | Dolores Maria Santana | Temporada 1, Episódio 1                                                              |
| 2008      | How to Lose Friends & Alienate People | Vicky                 |                                                                                      |
| 2008      | Trexx and Flipside                    | Ollie                 | 6 episódios                                                                          |
| 2008      | Trial & Retribution                   | Maria                 | Temporada 11, Episódio 9                                                             |
| 2008      | West 10 LDN                           | Elisha                | Telefilme                                                                            |
| 2007      | Drop Dead Gorgeous                    | Brogan Tully          | Temporada 2, Episódios 2, 3 e 4                                                      |
| 2007      | O Sonho de Cassandra                  | Lucy                  | Creditada como Ashley Medekwe                                                        |
| 2006      | Prime Suspect: The Final Act          | Tanya                 | Minissérie, Episódio 1                                                               |
| 2006      | Venus                                 | Royal Court Actress   |                                                                                      |
| 2006      | Casualty                              | Jade Clark            | Temporada 20, Episódio 26                                                            |
| 2006      | Doctors                               | Sophie Wells          | Temporada 7, Episódio 142                                                            |
| 2006      | Vital Signs                           | Tart                  | Episódio 5                                                                           |
| 2001–2002 | Teachers                              | Bev                   | Temporada 1, Episódios 1–8 Temporada 2, Episódio 7                                   |
| 2000      | Down to Earth                         | Julie                 | Temporada 1, Episódio 4                                                              |
| 2000      | Hope and Glory                        | Dawn                  | Temporada 2, Episódio 4                                                              |
| 2000      | Storm Damage                          | Annalise              | Telefilme                                                                            |
| 1999      | The Bill                              | Janie Newton          | Temporada 15, Episódio 13                                                            |